# Ypypuera
Ypypuera là một chi nhện trong họ Hersiliidae.